# Grado de coherencia
En óptica cuántica, las funciones de correlación se utilizan para caracterizar las propiedades estadísticas y de coherencia de un campo electromagnético.  El grado de coherencia es la correlación normalizada de campos eléctricos.  En su forma más sencilla,  denotado {\displaystyle g^{(1)}}, es útil para cuantificar la coherencia entre dos campos eléctricos, cuando se miden en un  interferómetro de Michelson o cualquier otro interferómetro óptico lineal.  La correlación entre pares de campos, {\displaystyle g^{(2)}}, se utiliza típicamente para conocer el carácter estadístico de fluctuaciones de intensidad. La correlación de primer orden es de hecho la correlación amplitud-amplitud y la de segundo orden es la correlación de intensidad-intensidad. También se utiliza para diferenciar entre estados de luz que requieren una descripción cuántica y aquellos para los que los campos clásicos son suficientes. Consideraciones análogas son aplicables a cualquier campo de Bose en física subatómica, en particular a mesones (cf. correlaciones de Bose–Einstein).

## Grado de coherencia de primer orden
La  función de correlación de primer orden normalizada se escribe como

Figura 1: Esto es una representación del valor absoluto de g^{(1)} como función del retraso normalizado a la longitud de coherencia τ/τ_{c}. La curva azul corresponde a un estado coherente (un láser ideal o una sola frecuencia). La curva roja es para luz caótica Lorentziana (p. ej. amplificada por colisión). La curva verde corresponde a un luz caótica Gaussiana (p. ej. amplificada por efecto Doppler).

{\displaystyle g^{(1)}(\mathbf {r} _{1},t_{1};\mathbf {r} _{2},t_{2})={\frac {\left\langle E^{*}(\mathbf {r} _{1},t_{1})E(\mathbf {r} _{2},t_{2})\right\rangle }{\left[\left\langle \left|E(\mathbf {r} _{1},t_{1})\right|^{2}\right\rangle \left\langle \left|E(\mathbf {r} _{2},t_{2})\right|^{2}\right\rangle \right]^{1/2}}},}
donde {\displaystyle {\displaystyle \langle \cdots \rangle }} denota un promedio estadístico sobre ensembles. Para estados no estacionarios, como pulsos, el ensemble está hecho de muchos pulsos. Cuando uno trata con estados estacionarios, donde las propiedades estadísticas no cambian con el tiempo, uno puede reemplazar el promedio sobre realizaciones por un promedio temporal.  Si nos restringimos a ondas planas paralelas entonces   {\displaystyle {\displaystyle \mathbf {r} =z}} . En este caso, el resultado para los estados estacionarios no dependerá de {\displaystyle t_{1}}, solo de la diferencia de tiempos  {\displaystyle {\displaystyle \tau }=t_{1}-t_{2}}(o {\displaystyle \tau =t_{1}-t_{2}}{\displaystyle \tau =t_{1}-t_{2}-{\frac {z_{1}-z_{2}}{c}}}{\displaystyle z_{1}\neq z_{2}})
Esto nos permite escribir una forma simplificada
{\displaystyle g^{(1)}(\tau )={\frac {\left\langle E^{*}(t)E(t+\tau )\right\rangle }{\left\langle \left|E(t)\right|^{2}\right\rangle }},}
donde el promedio es ahora sobre {\displaystyle t}.
En interferómetros ópticos  tales como el interferómetro Michelson, el Mach–Zehnder o el Sagnac, uno divide un campo eléctrico en dos componentes, introduce un retraso de tiempo a una de las componentes  y entonces las recombina.  La intensidad de campo resultante está medida como función de esta diferencia de tiempos.  En este caso concreto que involucra dos intensidades de entrada iguales, la visibilidad del patrón de interferencia resultante está dada por:
{\displaystyle \nu =|g^{(1)}(\tau )|}
{\displaystyle \nu =\left|g^{(1)}(\mathbf {r} _{1},t_{1};\mathbf {r} _{2},t_{2})\right|}
donde la segunda expresión implica evaluar el campo en dos puntos del espacio-tiempo diferentes. El rango de visibilidad va de cero, para campos eléctricos incoherentes, a uno, para campos eléctricos coherentes.  Cualquier situación intermedia se define como parcialmente coherente.
Generalmente,             
{\displaystyle g^{(1)}(0)=1} y {\displaystyle g^{(1)}(\tau )=g^{(1)}(-\tau )^{*}}.

### Ejemplos de g(1)
Para luz de una sola frecuencia  (p. ej. luz de láser): {\displaystyle g^{(1)}(\tau )=e^{-i\omega _{0}\tau }}

Para luz caótica Lorentziana (p. ej. amplificada por colisión): {\displaystyle g^{(1)}(\tau )=e^{-i\omega _{0}\tau -(|\tau |/\tau _{c})}}
Para luz caótica Gaussiana (p. ej. amplificada por Doppler): {\displaystyle g^{(1)}(\tau )=e^{-i\omega _{0}\tau -{\frac {\pi }{2}}(\tau /\tau _{c})^{2}}}
Aquí, {\displaystyle \omega _{0}}es la frecuencia central de la luz y {\displaystyle \tau _{c}}es el tiempo de coherencia de la luz.

## Grado de coherencia de segundo orden
La función de correlación de segundo orden normalizada se escribe como
{\displaystyle g^{(2)}(\mathbf {r} _{1},t_{1};\mathbf {r} _{2},t_{2})={\frac {\left\langle E^{*}(\mathbf {r} _{1},t_{1})E^{*}(\mathbf {r} _{2},t_{2})E(\mathbf {r} _{1},t_{1})E(\mathbf {r} _{2},t_{2})\right\rangle }{\left\langle \left|E(\mathbf {r} _{1},t_{1})\right|^{2}\right\rangle \left\langle \left|E(\mathbf {r} _{2},t_{2})\right|^{2}\right\rangle }}}

Figura 2: Esto es una representación de g^{(2)} como función del retraso normalizado a la longitud de coherencia τ/τ_{c}. La curva azul es para un estado coherente (un láser ideal o una sola frecuencia). La curva roja es para luz caótica Lorentziana (p. ej. la amplificada por colisión). La curva verde es para luz caótica Gaussiana (p. ej. amplificada por Doppler). La luz caótica es super-Poissoniana y "buncheada".

Nota que esto no es una generalización de la coherencia de primer orden.
Si los campos eléctricos se pueden considerar como clásicos,  podemos reordenarlos para expresar {\displaystyle g^{(2)}}en términos de intensidades. Una onda paralela plana en un estado estacionario verificará             
{\displaystyle g^{(2)}(\tau )={\frac {\left\langle I(t)I(t+\tau )\right\rangle }{\left\langle I(t)\right\rangle ^{2}}}}
La expresión anterior es par, esto es {\displaystyle g^{(2)}(\tau )=g^{(2)}(-\tau )}. Para campos clásicos, uno puede aplicar la desigualdad de Cauchy–Schwarz  a las intensidades de la expresión anterior (dado que son números reales ) para mostrar que 
{\displaystyle 1\leq g^{(2)}(0)\leq \infty }y que {\displaystyle g^{(2)}(\tau )\leq g^{(2)}(0)}. No obstante, la coherencia de segundo de orden para un promedio sobre franjas de salidas complementarias de un  interferómetro para un estado coherente es solo 0.5 (incluso aunque {\displaystyle g^{(2)}=1}Para cada salida). Y {\displaystyle g^{(2)}}(calculado mediante promedio) puede ser reducido hasta cero con una discriminación apropiada del nivel de "trigger" aplicada a la señal (dentro del rango de coherencia).

### Ejemplos de g(2)
Luz caótica de todo tipo: {\displaystyle g^{(2)}(\tau )=1+|g^{(1)}(\tau )|^{2}}. Notar que el efecto Hanbury Brown y Twiss utiliza este hecho para encontrar {\displaystyle |g^{(1)}(\tau )|}de una medida de {\displaystyle g^{(2)}(\tau )}. 

Luz de una sola frecuencia: {\displaystyle g^{(2)}(\tau )=1}
Véase también el antibunching de fotones para otro uso de {\displaystyle g^{(2)}} donde {\displaystyle g^{(2)}(0)=0} para una fuente de un único fotón porque
{\displaystyle g^{(2)}(0)={\frac {\left\langle n(n-1)\right\rangle }{\left\langle n\right\rangle ^{2}}}}
donde {\displaystyle n}es el observable de número de fotones.

## Grado de coherencia de n-ésimo orden
Una generalización de la coherencia de primer orden:
{\displaystyle g^{(n)}(\mathbf {r} _{1},t_{1};\mathbf {r} _{2},t_{2};\dots ;\mathbf {r} _{2n},t_{2n})={\frac {\left\langle E^{*}(\mathbf {r} _{1},t_{1})E^{*}(\mathbf {r} _{2},t_{2})\cdots E^{*}(\mathbf {r} _{n},t_{n})E(\mathbf {r} _{n+1},t_{n+1})E(\mathbf {r} _{n+2},t_{n+2})\dots E(\mathbf {r} _{2n},t_{2n})\right\rangle }{\left[\left\langle \left|E(\mathbf {r} _{1},t_{1})\right|^{2}\right\rangle \left\langle \left|E(\mathbf {r} _{2},t_{2})\right|^{2}\right\rangle \cdots \left\langle \left|E(\mathbf {r} _{2n},t_{2n})\right|^{2}\right\rangle \right]^{1/2}}}}
Una generalización de la coherencia de segundo orden:
{\displaystyle g^{(n)}(\mathbf {r} _{1},t_{1};\mathbf {r} _{2},t_{2};\dots ;\mathbf {r} _{n},t_{n})={\frac {\left\langle E^{*}(\mathbf {r} _{1},t_{1})E^{*}(\mathbf {r} _{2},t_{2})\cdots E^{*}(\mathbf {r} _{n},t_{n})E(\mathbf {r} _{1},t_{1})E(\mathbf {r} _{2},t_{2})\cdots E(\mathbf {r} _{n},t_{n})\right\rangle }{\left\langle \left|E(\mathbf {r} _{1},t_{1})\right|^{2}\right\rangle \left\langle \left|E(\mathbf {r} _{2},t_{2})\right|^{2}\right\rangle \cdots \left\langle \left|E(\mathbf {r} _{n},t_{n})\right|^{2}\right\rangle }}}
{\displaystyle g^{(n)}(\mathbf {r} _{1},t_{1};\mathbf {r} _{2},t_{2};\dots ;\mathbf {r} _{n},t_{n})={\frac {\langle I(\mathbf {r} _{1},t_{1})I(\mathbf {r} _{2},t_{2})\cdots I(\mathbf {r} _{n},t_{n})\rangle }{\langle I(\mathbf {r} _{1},t_{1})\rangle \langle I(\mathbf {r} _{2},t_{2})\rangle \cdots \langle I(\mathbf {r} _{n},t_{n})\rangle }}}

### Ejemplos de g(n)
Luz de una sola frecuencia: 
{\displaystyle g^{(n)}(\mathbf {r} _{1},t_{1};\mathbf {r} _{2},t_{2};\dots ;\mathbf {r} _{n},t_{n})=1}
Utilizando la primera definición: Luz caótica de todo tipo: {\displaystyle g^{(n)}(\infty )=0}
Utilizando la segunda definición: Luz caótica de todo tipo: {\displaystyle g^{(n)}(\infty )=1}Luz caótica de todo tipo: {\displaystyle g^{(n)}(0)=n!}

## Generalización a campos cuánticos

Figura 3: Esto es una representación de g^{(2)} como función del retraso normalizado a la longitud de coherencia τ/τ_{c}. Un valor de g^{(2)} por debajo de la línea discontinua negra solo puede ocurrir en un modelo cuántico de la luz. La curva roja muestra el g^{(2)} de luz "antibuncheada" y sub-Poissoniana emitida por un solo átomo estimulado por un haz de láser.

Las predicciones de {\displaystyle g^{(n)}}para n > 1 cambian cuando los campos clásicos (números complejos o c-números) se reemplazan con campos cuánticos (operadores o q-números).  En general, los campos cuánticos no conmutan necesariamente, con la consecuencia de que su orden en los productos de las expresiones de arriba no puede ser intercambiado.
{\displaystyle E^{*}\rightarrow {\hat {E}}^{-}}
{\displaystyle E\rightarrow {\hat {E}}^{+}.}
Con
{\displaystyle {\hat {E}}^{-}=-i\left({\frac {\hbar \omega }{2\epsilon _{0}V}}\right)^{1/2}{\hat {a}}^{\dagger }e^{-i(kz-\omega t)}}
obtenemos en el caso de luz estacionaria
{\displaystyle g^{(2)}={\frac {\left\langle {\hat {a}}^{\dagger }(t){\hat {a}}^{\dagger }(t+\tau ){\hat {a}}(t+\tau ){\hat {a}}(t)\right\rangle }{\left\langle {\hat {a}}^{\dagger }(t){\hat {a}}(t)\right\rangle ^{2}}}}

## Fotón bunching

Figura 4: Esto es una representación de g^{(2)} como función del retraso normalizado a la longitud de coherencia τ/τ_{c}. Esto es un ejemplo de una g^{(2)} que indica luz "antibuncheada" pero no sub-Poissoniana.

Figura 5: detecciones de fotones como función del tiempo para un a) antibunching (p. ej. luz emitida por un solo átomo), b) luz aleatoria (p. ej. un estado coherente, haz de láser), y c) bunching (luz caótica). τ^{c} es el tiempo de coherencia (la escala de tiempo de las fluctuaciones del fotón o de la intensidad).

La luz se dice "buncheada" si {\displaystyle g^{(2)}(\tau )<g^{(2)}(0)}y "antibuncheada" si {\displaystyle g^{(2)}(\tau )>g^{(2)}(0)}

## Lecturas sugeridas
- Loudon, Rodney, The quantum theory of light (Oxford University Press, 2000), ISBN 0-19-850177-3

- Datos: Q17008754